# Topika (Arisztotelész)
A Topika (görög: Τοπικά, latin: Topica) Arisztotelész (Aristoteles, i. e. 384-322) görög tudós és filozófus hat fennmaradt logikai művének az egyike. A hat műre összefoglalva az Organon (jelentése „eszköz”) címen szokás hivatkozni.
Az Organon hat fejezete:
- Kategóriák
- Herméneutika
- Első Analitika
- Második Analitika
- Topika
- Szofisztikus cáfolatok

Arisztotelész a logikát nem önálló tudománynak, hanem előzetes tudnivalónak tekintette, amivel a teoretikus tudományok művelőinek rendelkeznie kell. Elsősorban a Herméneutikában foglalkozott az ún. formális logikával, továbbá a Kategóriákban a kategóriaelmélettel.
Arisztotelész logikája az őse valamennyi, így a hagyományos és a szimbolikus logikának is.

## Topika
A topika a görög és római dialektikában és retorikában az a tan, mely az anyaggyűjtéssel, az érvek forrásaival foglalkozik.
A Topika nyolc fejezetből, ún. könyvből áll. Magyar nyelvű fordításban a Topika I. és VIII. fejezetének részei elérhetőek Kutrovátz Gábor fordításában, W. A. Pickard angol fordítása nyomán.

## Tartalom[4]
A Topika a logika felhasználását tárgyalja a vitatkozásban és érvelésben (dialektika). Meghatározza az érvek általános viselkedési és használati módjait.
A Topika - egy általánosan, de feltételekkel elfogadott elmélet szerint - tartalmilag két részre osztható aszerint, hogy mennyire távolodott el Arisztotelész mestere, Platón gondolatvilágától. Eszerint az értelmezés szerint a Topikát az Organon művek legfiatalabbjaként ismerjük, azaz mind közül a leginkább hatottak rá Platón tanításai. Az II-VII. fejezetek témájukban, tartalmukban és formájukban legplatónibbaknak látszó részek. Ezzel szemben az I. és VIII. fejezet később keletkezhetett.

### I. könyv
1. rész: "Az érv (szillogizmus) olyan beszéd, amelyben bizonyos dolgokat feltéve valami más, tőlük különböző dolog következik belőlük és általuk." Fajtái: demonstráció, dialektikus érv, vitás érv.
2. rész: a Topika tartalmának ismerete hasznos: szellemi edzés, alkalmi megmérettetés és filozófiai tanulmányok végzésekor.
10. rész: Arisztotelész különbséget tesz dialektikus kijelentés és dialektikus probléma között. Egy dialektikus kijelentés négy féle lehet. 1. olyan dolog állítása, amit mindenki vagy a legtöbb ember elfogad; 2. olyan dolgok állítása, amelyek hasonlóak az általánosan elfogadottakhoz, azaz valószínűek; 3. olyanok, amelyek ellentmondanak a valószínűek ellentétének; 4. olyanok, amelyek összhangban állnak az elismert tudományok kijelentéseivel.
12. rész: A dialektikus meggyőzés (argumentum) két fajtája: érvelés és indukció.

### VIII. könyv
2. rész: A dialektikában érvekkel a dialektusokat próbáljuk meggyőzni, az indukcióval a tömeget.
Kerüljük az általánosítást, és a "minden ilyen esetben" kifejezést. Vegyük észre, ha az egyik fél eltérő dolgok hasonlóságát állítja, míg a másik hasonló dolgok hasonlóságát vitatja.
3. rész: A hipotézis definiálásának fontossága.
4. rész: A válaszadó feladata: annak a látszatát kelteni, hogy nem ő a felelős a lehetetlenségek és paradoxonok felbukkanásáért, hanem az álláspontja.
10. rész: A hamis konklúzióra vezető érvek esetén vessük el azt az elemet, amelyből a tévesztés származik.
Négy módja van a másik fél konklúzióalkotásának a megakadályozásának: 1. elvetjük a téves elemet; 2. közvetlenül az ellenfélnek szegezzük ellenvetéseinket; 3. a feltett kérdéssel szemben teszünk ellenvetést; 4. az akadály a vita megengedett idejére irányul – olyan esetekben, amikor az ellenvetések elmondása túl sokáig tart.
11. rész: Egy érv öt fajta kritikát kaphat: 1. ha a konklúzió nem következik a feltett kérdésekből; 2. ha a konklúzió irreleváns az eredeti álláspont szempontjából; 3. ha bizonyos hozzátett premisszák gyengébbek, mint a már meglévők; 4. ha több premisszát tettünk fel, mint ami szükséges; 5. ha a premisszák kevésbé általánosan elfogadottak, mint a konklúzió.
12. rész: Tiszta érvnek nevezzük azt az érvet, amelyik úgy éri el a konklúziót, hogy közben nem vet fel további kérdéseket.
Az érv hibás lehet négy értelemben: 1. ha elér egy konklúziót, de csak látszatból (téves érv); 2. ha elér egy konklúziót, de nem a kívántat; 3. ha elér egy konklúziót, de nem a kívánt módon; 4. ha a konklúzióhoz hamis premisszákon keresztül ér el.

## A Topika felhasználása
Feltételezhető, hogy Arisztotelész a Topikában található effajta megállapításai szolgálnak később az arisztotelészi modális logikai rendszer kidolgozásának alapjául, kiinduló problémaként és motiváló erőként.